# Potentilla uliginosa
Potentilla uliginosa är en rosväxtart som beskrevs av B.C.Johnst. och Ertter. Potentilla uliginosa ingår i Fingerörtssläktet som ingår i familjen rosväxter. Inga underarter finns listade i Catalogue of Life.